# Budwity
Budwity este o arie protejată (sit de importanță comunitară — SCI) din Polonia întinsă pe o suprafață de 450,93 ha, integral pe uscat.

## Localizare
Centrul sitului Budwity este situat la coordonatele 53°54′43″N 19°41′24″E / 53.912°N 19.69°E.

## Înființare
Situl Budwity a fost declarat sit de importanță comunitară în septembrie 2006 pentru a proteja 1 specie de animale.

## Biodiversitate
Situată în ecoregiunea continentală, aria protejată conține 7 habitate naturale: Turbării active, Mlaștini oligotrofe degradate, capabile încă de regenerare naturală, Mlaștini turboase de tranziție și turbării mișcătoare, Păduri de fag Luzulo-Fagetum, Păduri de stejar sau de stejar și carpen sub-atlantice și medio-europene de Carpinion betuli, Mlaștini împădurite, Păduri aluvionare cu Alnus glutinosa și Fraxinus excelsior (Alno-Padion, Alnion incanae, Salicion albae).
La baza desemnării sitului se află o specie protejată de  amfibieni: buhai de baltă cu burta roșie (Bombina bombina).